# Paisha
Paisha (kinesiska: 排沙) är en köping i sydöstra Kina. Den ligger i Guangning härad i staden Zhaoqing i provinsen Guangdong, omkring 88 kilometer nordväst om provinshuvudstaden Guangzhou. Antalet invånare är 20 527. Befolkningen består av 10 168 kvinnor och 10 359 män. Barn under 15 år utgör 20,0 %, vuxna 15-64 år 64 %, och äldre över 65 år 15,0 %.